# سالتو
سالتو (به ایتالیایی: Saletto) یک کومونه در ایتالیا است که در استان پادووا واقع شده‌است.

## خصوصیات
سالتو ۱۰٫۸ کیلومترمربع مساحت و ۲٬۶۵۹ نفر جمعیت دارد و ۱۲ متر بالاتر از سطح دریا واقع شده‌است.